# Eupithecia mackieata
Eupithecia mackieata là một loài bướm đêm trong họ Geometridae.